# Матейовці-над-Горнадом
Матейовце-над-Горнадом (словац. Matejovce nad Hornádom) — село в окрузі Спішска Нова Вес Кошицького краю Словаччини. Площа села 3,62 км². Станом на 31 грудня 2015 року в селі проживало 520 жителів.

## Історія
Перші згадки про село датуються 1320 роком.

## Населення
| Рік:            | 1994. | 2004.   | 2014.   | 2024.   |
| --------------- | ----- | ------- | ------- | ------- |
| Кількість осіб: | 454   | 487     | 530     | 561     |
| Різниця:        |       | +7,26 % | +8,82 % | +5,84 % |

| Рік:            | 2023. | 2024.   |
| --------------- | ----- | ------- |
| Кількість осіб: | 548   | 561     |
| Різниця:        |       | +2,37 % |